# Wa Da Da
«Wa Da Da» (стилізовано великими літерами) — пісня, записана південнокорейською жіночим гуртом Kep1er для їхнього дебютного мініальбому First Impact. Він вийшов як титульний трек 3 січня 2022 року на лейблі Wake One Entertainment.

## Передісторія та реліз
Спочатку планувалося, що Kep1er дебютує 14 грудня 2021 року з їх першим мініальбомом First Impact, а попередні замовлення розпочнуться 29 листопада. Проте було оголошено, що запланований дебют групи був відкладений на 3 січня 2022 року через те, що один із співробітників отримав позитивний результат на COVID-19. 14 грудня з'ясувалося, що члени гурту Сяотін і Масіро дали позитивний результат на COVID-19. 26 грудня агентство Kep1er оголосило, що Сяотін і Масіро повністю одужали від COVID-19.
3 січня 2022 року пісня вийшла разом із супроводжуючим її кліпом.

## Композиція
«Wa Da Da» написали BuildingOwner (PrismFilter), Elum (PrismFilter), а Шеннон, Данке, Хван Ю-бін, Odal Park, Yi Seu-lan і Kako, створили BuildingOwner (PrismFilter), Elum (PrismFilter ) і Шеннон, оранжерування BuildingOwner (PrismFilter). У музичному плані гурт описується як «танцювальна пісня, заснована на жанрі big room house» з лірикою про «зухвале прагнення Kep1er стати кращим та обіцяють відплатити [своїм] фанатам, які підтримали та захистили мрії дев'яти дівчат». «Wa Da Da» була написана в тональності сі-бемоль мажор у темпі 126 ударів на хвилину.

## Комерційне виконання
«Wa Da Da» дебютував на 130 позиції в південнокорейському цифровому чарті Gaon у випуску хіт-парадів від 9–15 січня 2022 року. Пісня також дебютувала на 21 позиції в Gaon Download Chart у випуску хіт-парадів від 2 по 8 січня 2022 року. У Японії пісня дебютувала на 20 позиції в Billboard Japan Japan Hot 100 у випуску хіт-параду від 12 січня 2022 року, піднявшись на 16 позицію в хіт-параді від 19 січня 2022 року. Пісня також дебютувала на 21 позиції в Oricon Combined Singles у випуску чарту від 17 січня 2022 року. У Новій Зеландії пісня дебютувала на 24 позиції на RMNZ Hot Singles у випуску чартів від 10 січня 2022 року. У Сінгапурі пісня дебютувала на 11 позиції в чарті RIAS Top Streaming Chart у випуску хіт-парадів від 7–13 січня 2022 року. Пісня також дебютувала на 11 позиції в рейтингу RIAS Top Regional Chart у випуску чартів від 31 грудня 2021 року по 6 січня 2022 року, піднявшись на позицію 3 у випуску хіт-парадів від 7–13 січня 2022 року. У Сполучених Штатах пісня дебютувала на 13 позиції в Billboard World Digital Song Sales у випуску чартів від 15 січня 2022 року. У всьому світі пісня дебютувала на 117 позиції в Billboard Global 200 у випуску чартів від 22 січня 2022 року. Пісня також дебютувала на 171 позиції в Billboard Global Excl. U.S. у випуску діаграм від 15 січня 2022 року, піднявшись на позицію 60 у випуску діаграми від 22 січня 2022 року.

## Просування
Перед випуском мініальбому, 3 січня 2022 року, Kep1er провів дебютну демонстрацію, щоб представити мініальбом та пісні, включаючи «Wa Da Da». Після виходу мініальбому гурт виконав «Wa Da Da» у трьох музичних програмах першого тижня: KBS2 Music Bank 7 січня, MBC Show! Music Core 8 січня і SBS Inkigayo 9 січня. На другому тижні після випуску пісні група виступила на Mnet M Countdown13 січня і KBS2 Music Bank 14 січня, де вони зайняли перше місце в обох виступах. На третьому тижні після випуску пісні група виступила на Mnet M Countdown 20 січня, де вони зайняли перше місце.

## Персонал
Адаптовано з Melon.
- Kep1er – вокал
- BuildingOwner (PrismFilter) – текст, композиція, аранжування
- Elum (PrismFilter) – слова, композиція
- Шеннон – слова, композиція
- Данке – лірика
- Хван Ю Бінь – слова
- Одаль Парк – лірика
- І Сеу-лан – лірика
- Како – лірика

## Чарти
| Чарт (2022)                         | Позиція |
| ----------------------------------- | ------- |
| Global 200 (Billboard)              | 117     |
| Японія (Japan Hot 100)              | 16      |
| Японія (Oricon Combined Singles)    | 21      |
| Нова Зеландія Hot Singles (RMNZ)    | 24      |
| Сінгапур (RIAS)                     | 11      |
| Південна Корея (Gaon)               | 130     |
| США World Digital Songs (Billboard) | 13      |
| В’єтнам (Vietnam Hot 100)           | 73      |

## Відзнаки
| Назва       | Мережа | Дата          | Пос.   |
| ----------- | ------ | ------------- | ------ |
| M Countdown | Mnet   | 13 січня 2022 | [ 25 ] |
| M Countdown | Mnet   | 20 січня 2022 | [ 27 ] |
| Music Bank  | KBS2   | 14 січня 2022 | [ 26 ] |

## Історія релізу
| Регіон         | Дата         | Формат                          | Лейбл                                       |
| -------------- | ------------ | ------------------------------- | ------------------------------------------- |
| Південна Корея | 3 січня 2022 | CD, digital download, streaming | Wake One Entertainment, Swing Entertainment |
| Різні          | 3 січня 2022 | digital download, streaming     | Wake One Entertainment, Swing Entertainment |